# Crown's Clan
Crown's Clan was een Nederlandse psychedelische rockband die enkele platen uitbracht aan het begin van de jaren zeventig. De band was afkomstig uit Rotterdam en kwam voort uit de The Streaks (daarvoor The Blue Streaks).
Alleen de single No place for our minds werd een hit. Na drie weken in de Tipparade stond het ook nog drie weken in de Nederlandse Top 40. Deze single was een productie van Jack de Nijs en kwam uit via Polydor.
Rond twee jaar later verscheen nog de single Moon over 5th Avenue bij Imperial, echter zonder hitnotering. Die laatste single laat de Moog horen, destijds een populaire synthesizer. Het platenlabel had er op aangedrongen dat de groep, die er net een had aangeschaft, dit muziekinstrument zou laten horen.
De band werd later in gewijzigde bezetting voortgezet onder de naam ZODIAC.

## Bezetting
- Will Hensen, zang
- Ina Arnold, zang (later solo als Nancy Arnolds)
- Jan Kroon, sologitaar
- Wim Ras, basgitaar
- Evert van der Tuin, drums

## Singles
- 1970: No place for our minds / It makes me feel like cryin', Polydor
- 1972: Moon over 5th Avenue / Mothers look around, Imperial